# Archiv der Universität Wien

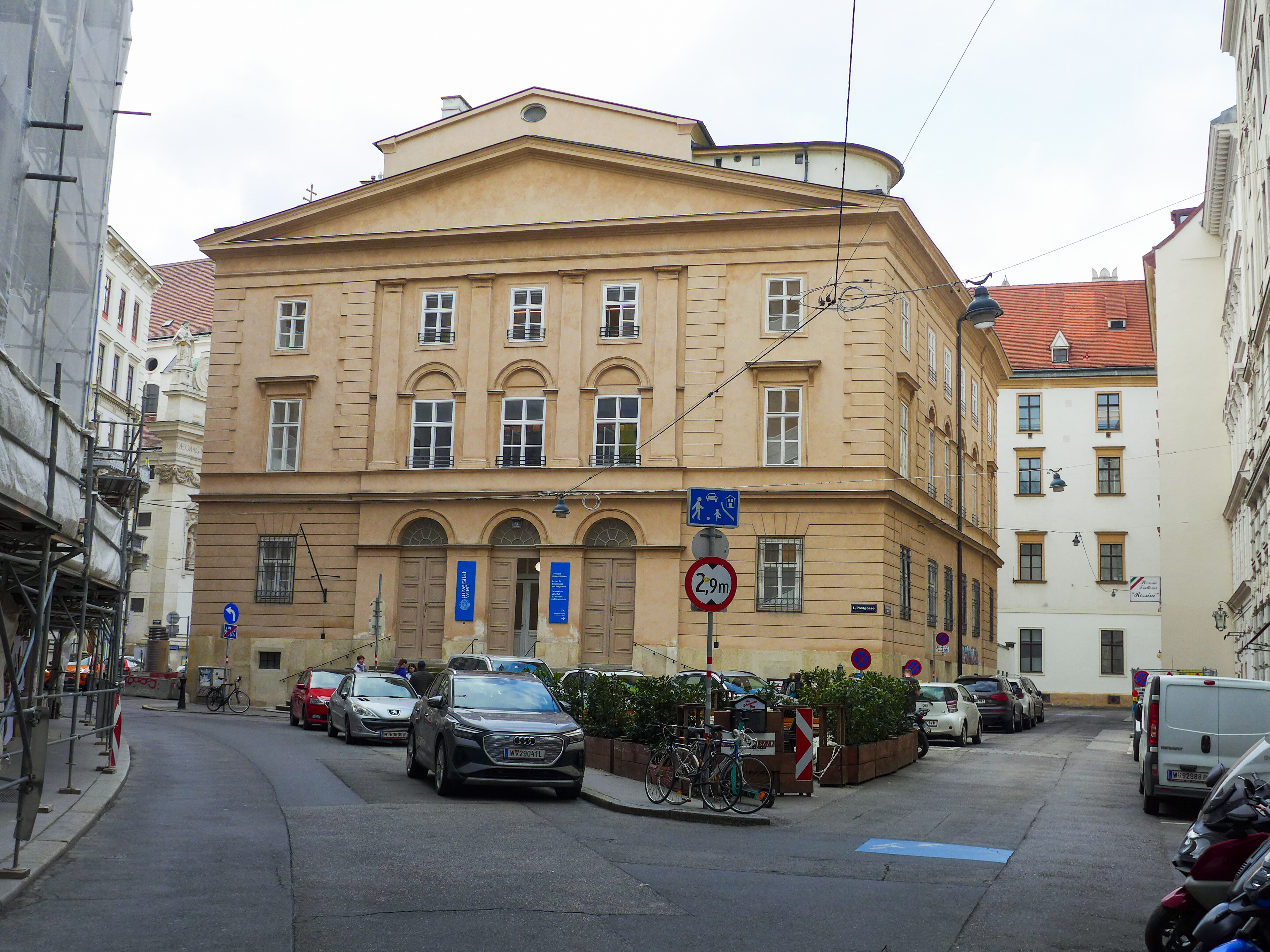
Außenansicht des Archivs der Universität Wien 2023 nach Fertigstellung des Campus Akademie und der Übersiedlung des Instituts und der Fachbereichsbibliothek Byzantinistik und Neogräzistik in das Gebäude

Dem Universitätsarchiv der Universität Wien obliegt die Erhaltung, Erschließung und Bereitstellung der historischen Überlieferung der Universität und der universitätsgeschichtlichen Sammlungen für Zwecke der Universitätsverwaltung, der wissenschaftlichen Forschung und Lehre sowie zur Wahrnehmung berechtigter persönlicher Belange.

## Geschichte

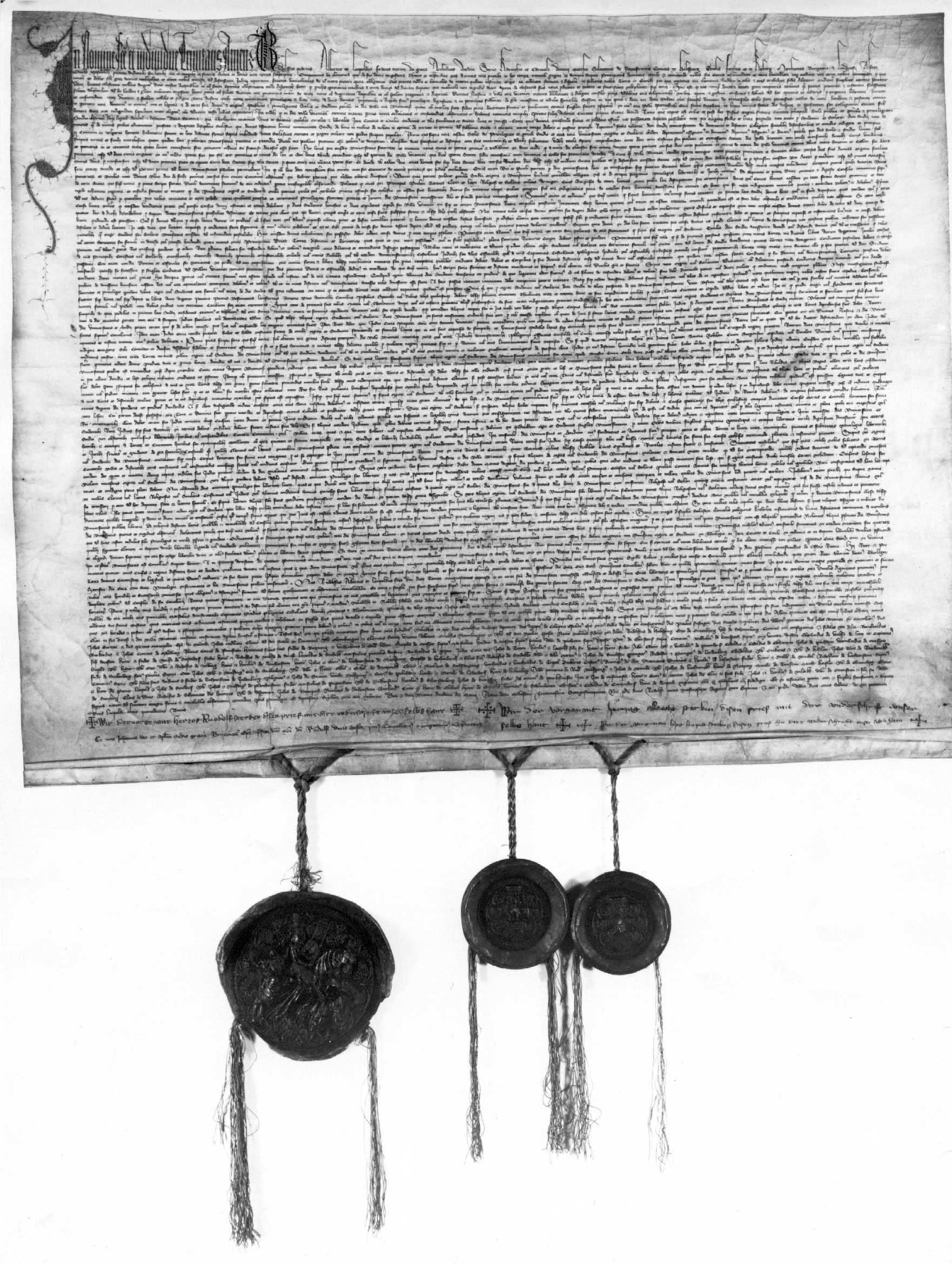
Im Stiftbrief vom 12. März 1365 war auch eine publica libraria vorgesehen. Durch zahlreiche Legate wurde diese in der Folge stark vermehrt und zum Grundstock der alten Libreye. Das Pergament mit der Unterschrift Herzog Rudolfs IV. und seiner Brüder vom 12. März 1365 wurde nie außer Kraft gesetzt.

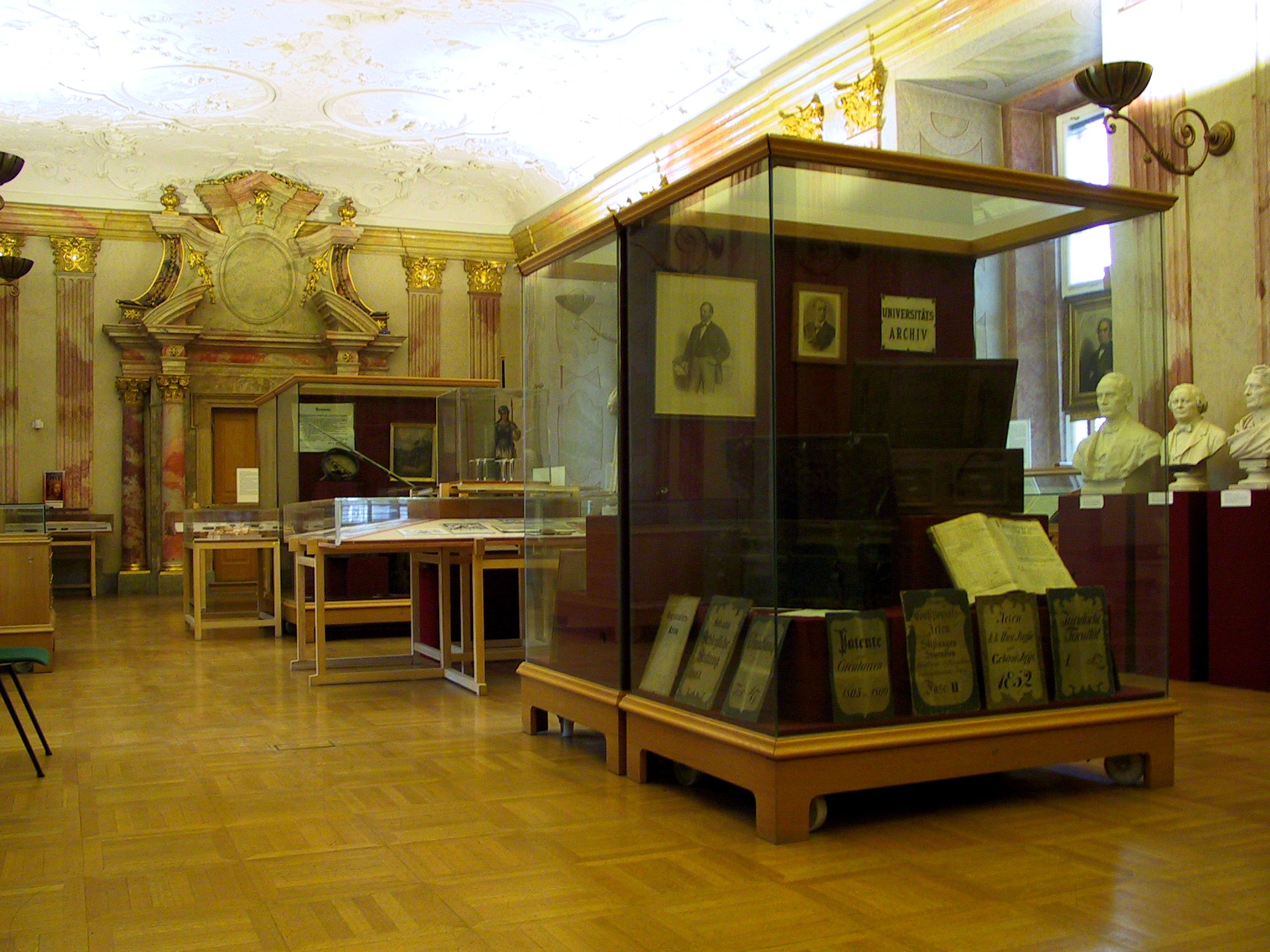
Schausammlung des Archivs der Universität Wien (ehem. Refektorium der Jesuiten)

Im Jahre 1388 wurde die erste Archa universitatis angeschafft.
In diese eisenbewehrte Archivtruhe hinterlegten die Rektoren die rechtssichernden Urkunden und Siegel der Universität. In der Neuzeit wurden Professoren der Theologischen und der Rechtswissenschaftlichen Fakultät mit dem Amt des Universitätsarchivars betraut.
Das älteste umfassende Inventar- und Findbuch stammt aus dem Jahre 1708. Mit Karl Schrauf wurde 1875 der erste hauptamtliche Berufsarchivar und Historiker eingestellt, der die historischen Bestände der verschiedenen Stellen zusammenführte und der Forschung zugänglich machte.
Das Universitätsarchiv wurde mit Einschluss der Amtsbibliothek (ehem. Rektoratsbibliothek) und der Schausammlung („Universitätsmuseum“) zu einer Service- und Forschungsstelle für Universitäts- und Wissenschaftsgeschichte.
Heute bildet das Archiv organisatorisch einen Teil der Dienstleistungseinrichtung Bibliotheks- und Archivwesen der Universität Wien.
Seit 1. Jänner 1997 befindet sich im Universitätsarchiv der Sitz der Österreichischen Gesellschaft für Wissenschaftsgeschichte.

### Der Standort „Alte Universität“ in der Postgasse
Im Jahre 1384 bezog die Universität Wien ihr erstes eigenes Gebäude, das Collegium ducale im alten Universitätsviertel beim Stubentor. An der Südostecke dieses Kollegs – im Bereich Postgasse 9 – lag die St. Benediktskapelle, wo in der Frühzeit des Wiener Studiums auch die wichtigsten Urkunden und Akten in einer Archivtruhe verwahrt wurden.
1628 wurde die Universitätsverwaltung in das Haus Sonnenfelsgasse 19 verlegt. Von hier übersiedelte man schließlich 1884 in den neuen Universitätspalast Heinrich von Ferstels am Ring, wo das Universitätsarchiv im Gang zum Auditorium maximum fast hundert Jahre seinen Standort haben sollte.
Zum 600. Geburtstag der Alma Mater (1965) versprach jedoch der damalige Unterrichtsminister, der Universität ihren alten Stammsitz wieder rückzuwidmen.
Seit 1980 befindet sich das Archiv der Universität Wien in jenem Trakt der Alten Universität, welcher bis 1884 die Universitätsbibliothek Wien beherbergte. Der Gebäudekomplex wurde im Laufe des 17. Jahrhunderts von den Jesuiten, die von 1623 bis 1773 den Lehrbetrieb der Philosophischen und Theologischen Fakultät dominierten, als Akademisches Kolleg errichtet.
Schon der mittelalterliche Vorgängerbau, das Herzogskolleg, hatte seit 1384 an dieser Stelle als Sitz der Alma Mater Rudolphina gedient. Hier befand sich auch die erwähnte, dem Hl. Benedikt geweihte Kapelle, in der die Archivalien der mittelalterlichen Universität aufbewahrt wurden.

## Archivgut

Matrikel der Universität Wien, 1377ff. Die heute älteste, dauernd bestehende Universität im deutschsprachigen Raum nahm bald nach ihrer Etablierung einen großen Aufschwung. Im 15. Jahrhundert wies sie die höchsten Studentenzahlen im römisch-deutschen Reich auf.

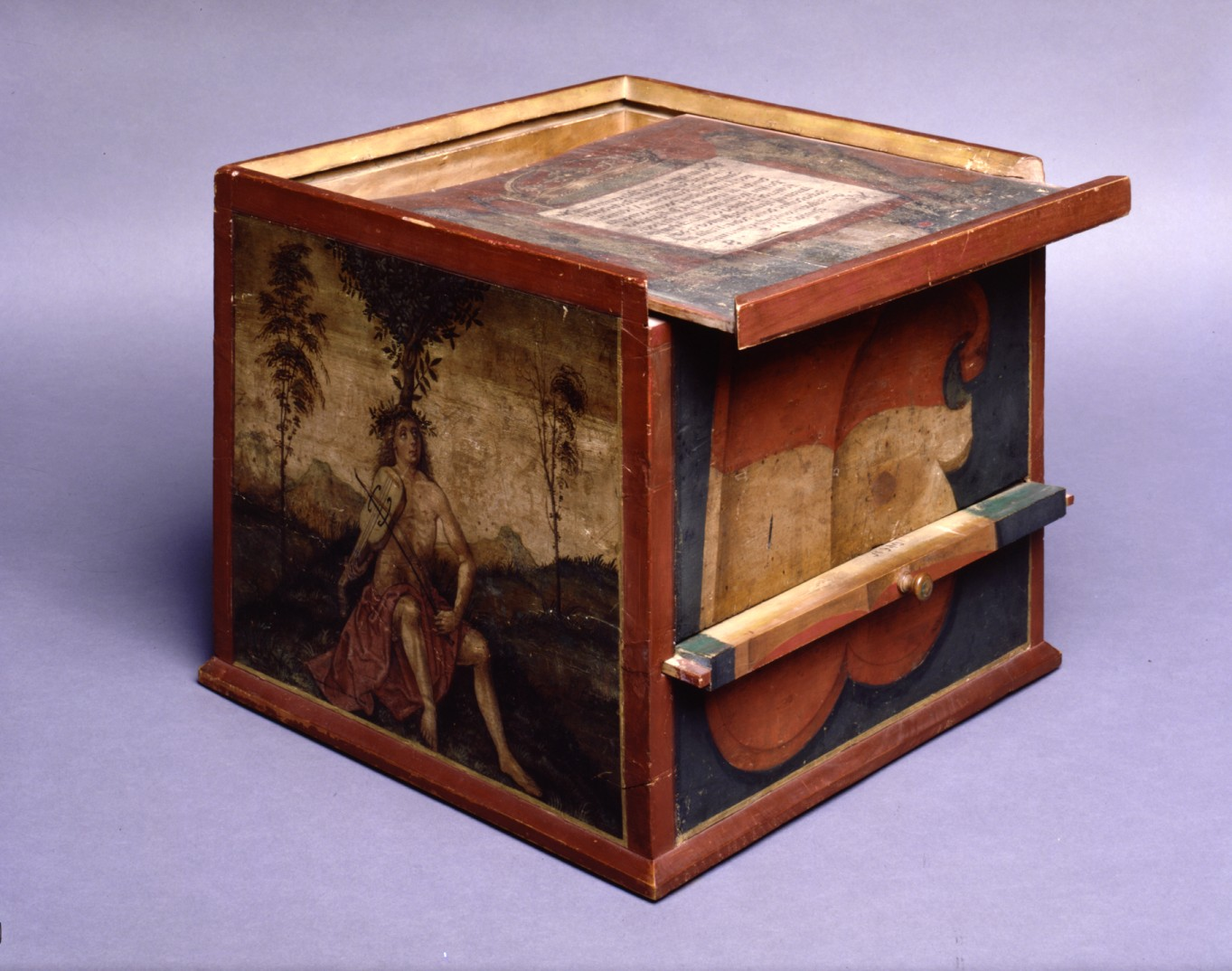
Insignienschrein für die Dichterkrone des Collegium poetarum

Der Stiftbrief der Universität Wien vom 12. März 1365 mit der Unterschrift Herzog Rudolfs IV. und seiner Brüder, die entsprechenden päpstlichen Bestätigungsbullen seit Papst Urban V. sowie die von den nachfolgenden Herrschern ausgestellten Konfirmationsurkunden, die den Umfang der universitären Privilegien dokumentieren, die Statuten der Gesamtuniversität, der Fakultäten und akademischen Nationen sowie zahlreiche Stiftbriefe von mittelalterlichen Bursen (Studentenhäusern) und Stipendien bilden das Herzstück der Altbestände. Neben diesen für die Rechtssicherheit, den Status und die ökonomischen Grundlagen bedeutsamen Dokumenten bilden die zahlreichen Matrikelbände (1377 ff.) eine der historischen Hauptquellen für die Personalgeschichte des Wiener Studiums vom Mittelalter bis zum Ausgang der Monarchie.
Studierende und Lehrende sind hier gleichermaßen namentlich erfasst. Zusammen mit den bis 1968 reichenden Inskriptionsblättern (Nationale) besitzt das Archiv eine lückenlose „Studentenevidenz“ aller Fakultäten für einen Zeitraum von mehr als 600 Jahren. Sie bietet die Grundlage für personen- und sozialgeschichtliche Studien und insbesondere für das zentrale Thema der internationalen akademischen Migration.
Seit dem Mittelalter haben die Rektoren, die Dekane und die Prokuratoren der Akademischen Nationen Protokolle und Akten geführt, die u. a. über die Beschlussfassungen der Gremien, die Lehrveranstaltungen, das Prüfungs- und Graduierungswesen, die wirtschaftlichen Belange der Universität, über die Reformen der Universitätsorganisation und des Studienwesens Auskunft geben. Die Universität Wien besitzt eine weitgehend geschlossene Überlieferung vom 14. bis in das ausgehende 20. Jahrhundert. Besonders häufig werden die umfangreichen Promotions-, Habilitations- und Berufungsakten aller Fakultäten herangezogen. Aber auch die Bestände des 20. Jahrhunderts bieten der zeitgeschichtlichen Forschung reiches Material, das mit Ausnahme der Akten der Juridischen Fakultät, die 1945 teilweise verbrannten, weitgehend verlustfrei zur Verfügung steht. Viele Diplomarbeiten und Dissertationen basieren darauf, aber auch umfangreichere Forschungsprojekte, wie zum Beispiel das Senatsprojekt Untersuchungen zur anatomischen Wissenschaft in Wien 1938–1945 oder die Sammelpublikation Willfährige Wissenschaft.
Neben den historisch gewordenen Aktenbeständen der Universitätseinrichtungen betreut das Archiv zahlreiche Sammlungen, die das amtliche Schriftgut ergänzen. Dazu gehören neben der etwa 100.000 Bände umfassenden wissenschafts- und universitätsgeschichtlichen Fachbibliothek, die aus der ehemaligen Rektoratsbibliothek und mehreren Legaten hervorgegangen ist, 80 Professorennachlässe, Sammlungen von Urkunden, Autographen, Bildern, Gemälden, Medaillen, Mikrofilmen (Sicherheitsverfilmung), Siegeln und Petschaften (Stempel), Plänen etc. Auch die Exponate des einstigen Wiener Universitätsmuseums wurden dem Archiv einverleibt.
Im Barocksaal des Archivs – dem ehemaligen Refektorium des Jesuitenkollegs – werden im Rahmen der Schausammlung zur Wiener Universitätsgeschichte zahlreiche kostbare Objekte präsentiert, darunter neben den päpstlichen und fürstlichen Stiftbriefen der Universität Wien von 1365, die sogenannte Celtis-Kiste, ein kunstvoll bemalter Holzschrein zur Verwahrung der Krönungsinsignien für Dichterkrönungen (1508), das älteste Wiener Rektorsszepter (1558), der Universitätsakt Anton Bruckners samt dem Widmungsexemplar der Ersten Symphonie (1891), Baumassenmodelle von Universitätsgebäuden, Waffen und Trommeln akademischer Aufgebote (1683, 1848), Figurinen mit den historischen Universitätstrachten und anderes.

## Leistungen
Das Archiv nimmt mit Publikationen, Vorträgen und Ausstellungen aktiven Anteil an der universitäts- und wissenschaftsgeschichtlichen Arbeit und unterstützt facheinschlägige Forschungsprojekte. Für die Archivbenützer wird ein Lesesaal- und fachlicher Beratungsdienst durchgeführt, darüber hinaus werden schriftliche Auskünfte erteilt.

## Frühere und aktuelle wissenschaftliche Mitarbeiter (Auswahl)
- Joseph von Aschbach
- Franz Gall (Historiker)
- Kurt Mühlberger
- Johannes Seidl
- Karl Schrauf